# Rhizobium
Rhizobium és un gènere de bacteris gramnegatius del sòl que fixen nitrogen atmosfèric. Pertany a un grup de bacteris fixadors de nitrogen que es denominen col·lectivament rizobi. Viuen en simbiosi amb determinades plantes (com per exemple les lleguminoses) en la seua arrel, després d'un procés d'infecció induït per la mateixa planta mitjançant la secreció de lectina, a les quals aporten el nitrogen necessari perquè la planta visca i aquesta a canvi li dona recer. Més específicament, la condició de simbiosi ve donada per la formació d'una molècula de transport d'oxigen, equivalent a la hemoglobina, anomenada leghemoglobina. Només es pot sintetitzar quan els dos organismes es troben en simbiosi, per part del bacteri se sintetitza el grup hemo d'aquesta molècula, i per part de la planta se sintetitza l'apoproteïna. Així, mitjançant la nova molècula formada, es pot dur a terme el transport d'oxigen necessari per al metabolisme del bacteri (i així poder fixar el nitrogen requerit per la planta).